# Nipigon
Nipigon ist ein Township in der kanadischen Provinz Ontario. Er liegt im Thunder Bay District, am nördlichsten Punkt des Oberen Sees am Westufer des Nipigon River. Der Ort liegt zugleich südlich des kleineren Helen Lake bzw. des wesentlich größeren Lake Nipigon.
Unmittelbar südöstlich der Gemeinde liegt der Ruby Lake Provincial Park bzw. südwestlich der Black Sturgeon River Provincial Park, beides sogenannte Non-operating Parks.

## Geschichte
Wie bei fast allen Orten Kanadas, so speist sich auch die Geschichte Nipigons aus zwei Quellen, der der First Nations und der der Zuwanderer, vor allem der Europäer. Die ältesten Spuren reichen bis etwa 7000 v. Chr. zurück. Felsmalereien aus der Zeit vor dem Pelzhandel fanden sich etwa an der Mündung des Nipigon River.
1679 entstand durch den Franzosen Claude Greysolon Dulhut der erste Pelzhandelsposten, doch übernahmen 1763 die Briten die Kolonialherrschaft. 1850 zwangen sie die ortsansässigen Anishinabe zur Unterzeichnung eines Vertrags, dem Robinson Treaty. Ein Reservat von vier Quadratmeilen entstand am Gull River nahe dem Nipigonsee auf beiden Seiten des Flusses. Es wurde an Häuptling Mishe-muckqua (Mishi-makwa, „Großer Bär“) übergeben.

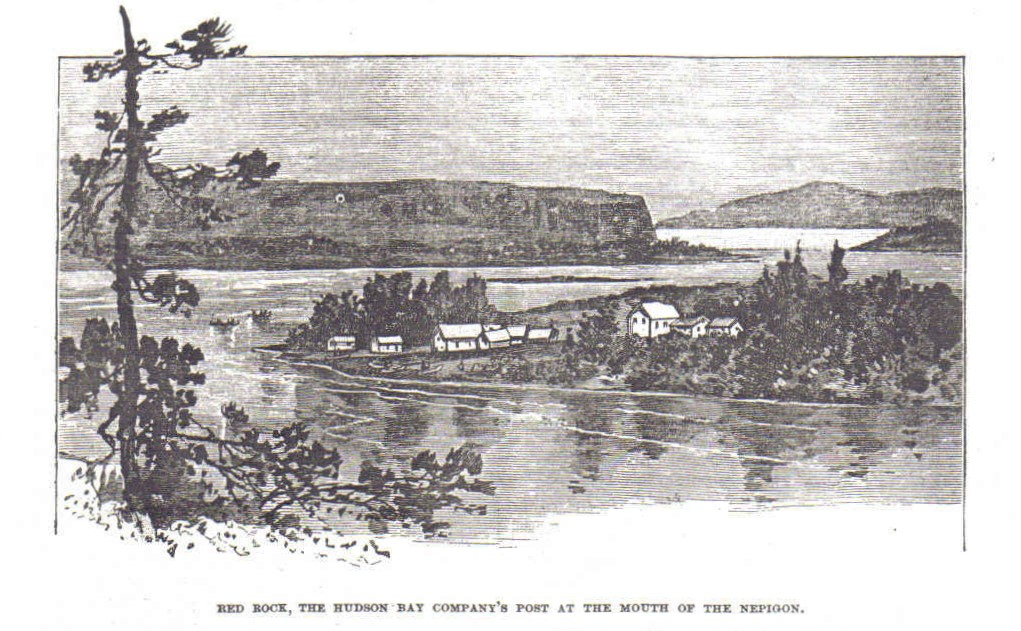
Red Rock HBC Post, 1889

1859 gründete die Hudson’s Bay Company (HBC) den Handelsposten Red Rock Post. 1872 erwartete die HBC den Ausbau der Eisenbahn und bereitete sich mit umfangreichen Baumaßnahmen vor. Chief Trader Robert Crawford glaubte, Red Rock Post würde die Endstation der Eisenbahn werden. Nachdem sich diese Pläne zerschlagen hatten, wurde der Posten zum Hauptverteilzentrum für Waren im Einzugsbereich des Sees. Am Hafen konnten Dampfboote anlegen, die vom Oberen See kamen. 1885 begann mit der Fertigstellung der Eisenbahnverbindung ein stärkerer Zustrom von Siedlern in die Region. Der wirtschaftliche Schwerpunkt der Stadt verlagerte sich damit vom Seeufer zur Front Street. Später wurde der Handelsposten "Nepigon", dann "Nipigon" genannt.
1898 verlegte die HBC ihren Handelsposten an den Bahnhof der Canadian Pacific Railway, der jedoch 1924 einem Feuer zum Opfer fiel. Der wieder aufgebaute Handelsposten bestand bis 1999. 1908 wurde die Siedlung inkorporiert und im folgenden Jahr fanden die ersten Bürgermeisterwahlen statt. In den sogenannten „Mudflats“ nahe dem Fluss siedelten sich Siedler an, die bis 1953 überwiegend von Fischfang, Jagd und ein wenig Viehzucht lebten, bis sie einem Plan zur „Entwicklung“ ("development") weichen mussten.
1990 fiel ein Teil der Sammlung des örtlichen Museums einem Feuer zum Opfer, doch überlebten die meisten Fotos der Sammlung, die die Witwe von E.C. Everett dem Museum nach dem Tod ihres Ehemanns 1984 zur Verfügung gestellt hatte. 
Am 6. Februar 2007 brannte das Holzverarbeitungswerk von Multiply Forest Products nieder, das mit über 100 Beschäftigten den größten Arbeitgeber der Region darstellte. Wenige Wochen zuvor hatten die Beschäftigten dem Besitzer, der Columbia Forest Products, die in Portland im US-Bundesstaat Oregon ansässig sind, das Unternehmen abgekauft.

## Bevölkerung
Nipigon hatte 1991 noch 2338 Einwohner und 1996 noch 2210. Seither schrumpft die Bevölkerung rapide. 2001 lebten bereits nur noch 1964 Menschen in dem Ort, 2006 waren es noch 1752. Zudem stieg der Median von 39,5 auf 43,8, was die starke Überalterung der ehemals jungen Bevölkerung widerspiegelt. Zudem schrumpfte durch den wirtschaftlichen Einbruch das durchschnittliche Haushaltseinkommen um 9.300 CAD auf 49.163 CAD.

## Verkehr
Nipigon bildet einen Engpass bei der Ost-West-Verbindung in Kanada. Östlich der Stadt überqueren nur zwei Brücken den Nipigon River, eine eingleisige Eisenbahnbrücke von 1885, und eine zweispurige Straßenbrücke von 1937. Die beiden Highways 11 und 17 und die beiden Eisenbahnrouten verlaufen über diesen Engpass. Die Straße Richtung Sault Ste Marie (Highway 17) wurde erst 1961 fertiggestellt. Nach Norden führt der Highway 11, der in weitem Bogen die Region mit Toronto verbindet. Er ist stark durch LKW-Fernverkehr belastet.

## Museum und Bibliothek

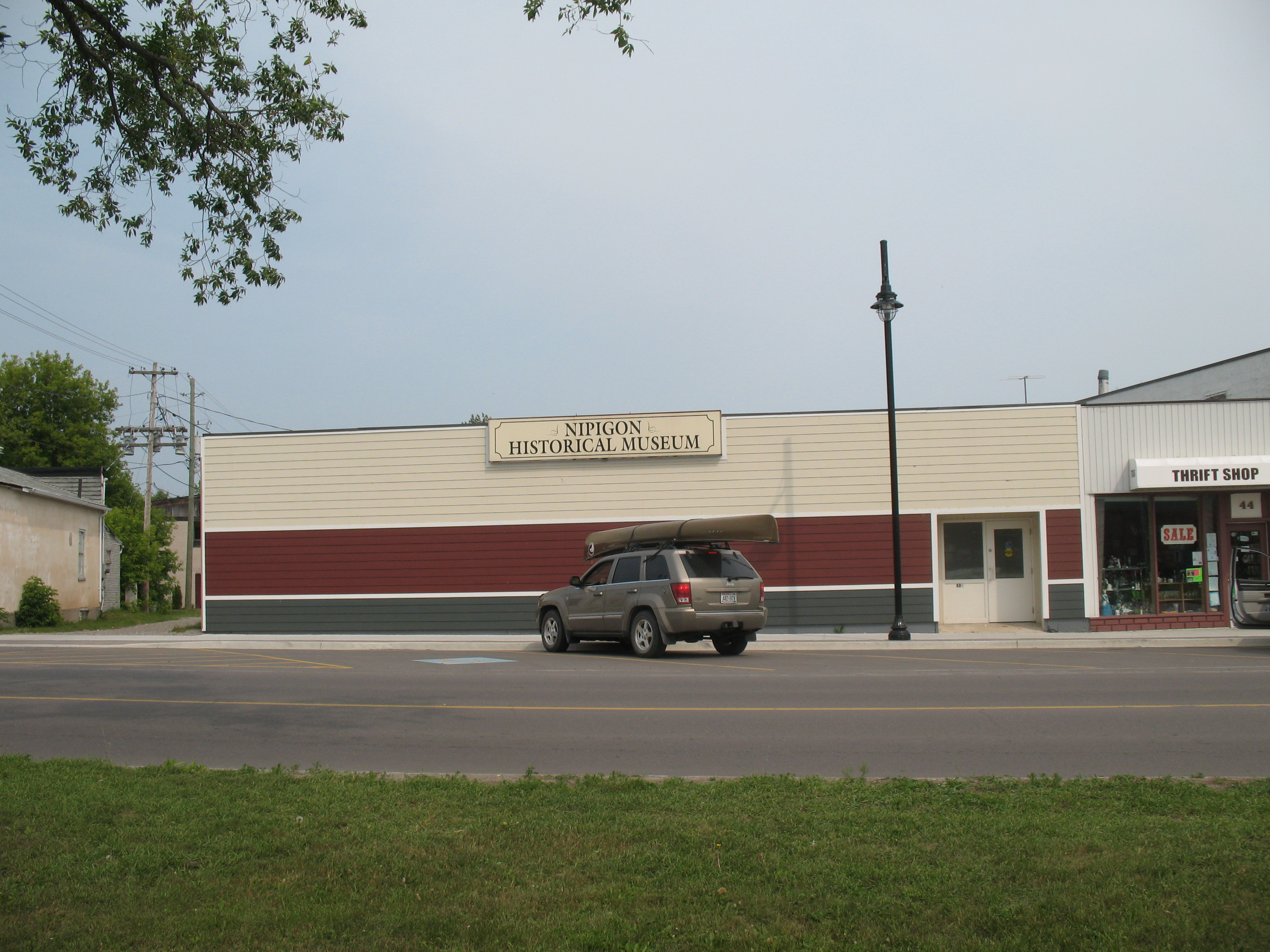
Historisches Museum von Nipigon

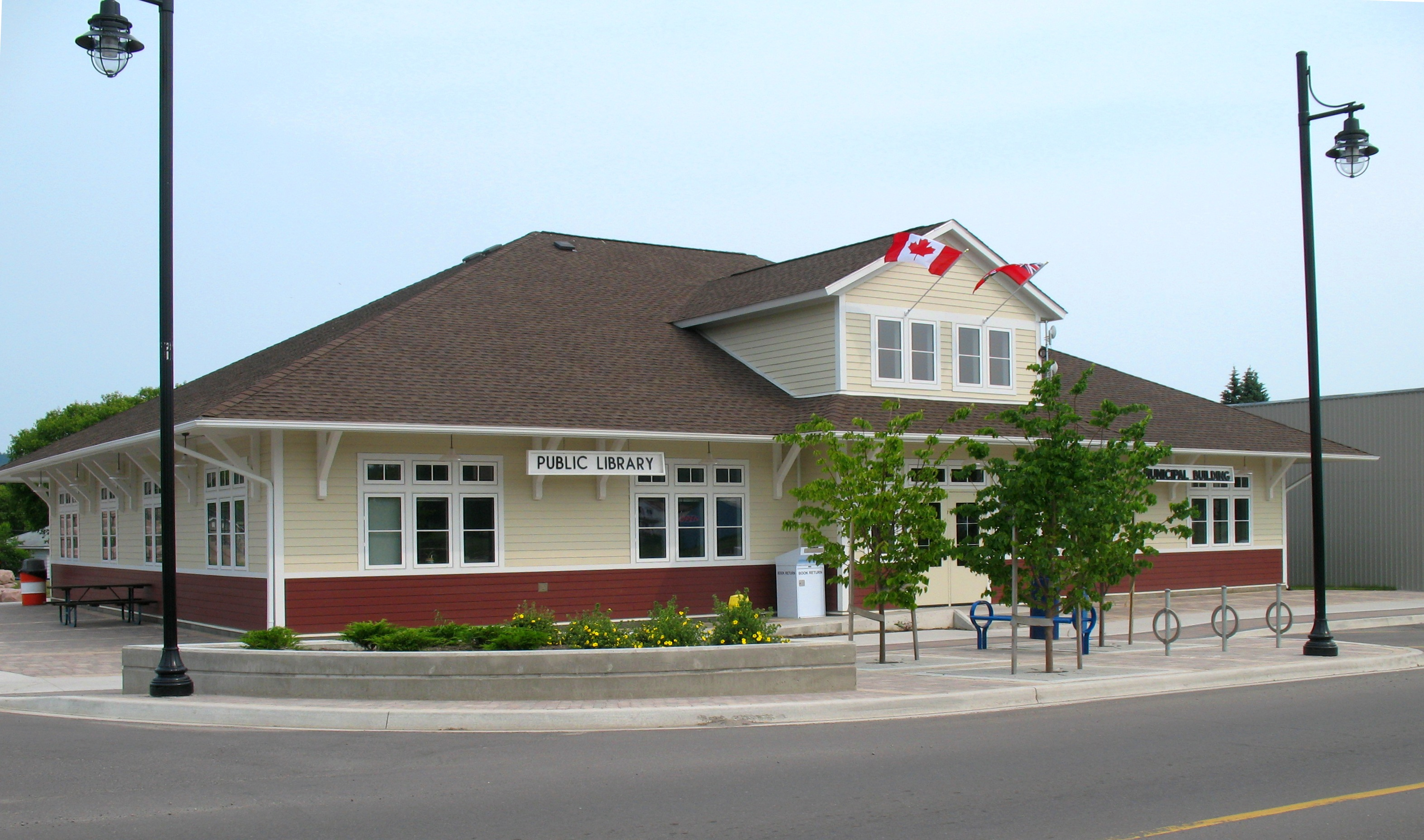
Öffentliche Bibliothek

Nipigon weist ein eigenes historisches Museum aus, das sich allerdings ganz überwiegend der Geschichte der Euro-Kanadier widmet. Über die lokalen Anishinabe-Gruppen ist nur schwer etwas in Erfahrung zu bringen.

## Belege
1. ↑  Statistics Canada: Census Profile, 2016 Census – Nipigon, Township (Census subdivision), Ontario and Ontario (Province), abgerufen am 20. Mai 2021
2. ↑  GREYSOLON DE LA TOURETTE, CLAUDE, Dictionary of Canadian Biography.